# Zaouïat Cheikh
Zaouiat Cheikh est une ville du Maroc, à 69 km de Béni Mellal.

## Histoire
Zaouiat Cheikh  une confrérie de sidi ahmed bennacer où ses disciples se réunissaient pour la lecture du coran et les récits souffi. Cette zaouia avait des relations avec la zaouia mère de Tamegroute à Zagoura. Aujourd'hui encore beaucoup de familles Naciri y vivent.
La ville de Zaouia Ech-Cheikh est le chef-lieu de la Tribu des Ayt Oum Lbekht qui se compose de 4 Fractions (Ayt Mahha - Ayt Abdennour - Ayt Kdif  et Ayt Koudi). Les Ayt Mahha se divisent à leur tour en 6 Douars (Ayt Rebaïne, Ayt Moumen, Ayt Mhend Ou Yechou, Ayt Ali Ou Hsaïne, Ayt Iyoub et Ayt Amer), les Ayt Abdennour se composent de 5 Douars (Ayt Hamza, Ayt Yidir, Ayt Ouhdiddou, Ayt Atmane, Izeghouaden), en ce qui concerne les Douars des Ayt Kdif ils sont comme suit (Ayt Abdi, Ayt Khouhcine, Ayt Abderrzaq et Imelouane), les Ayt Houdi se divisent en 7 Douars (Ayt Boumlal, Ayt Khellou, Ayt Khelfoune, Ayt Koulal, Ayt Moussa et Izrar); telle est alors la Tribu des Ayt Oum Lbekht subdivision de la Confédération des AYT SRI (dis aussi Ait Seri qui est une confédération des Ait Oumalou) .
Comme tous les centres religieux, des familles s'installent auprès du saint Naciri et l'agglomération devenait de plus en plus importante.

## Démographie
Zaouiat Cheikh comptait, en 2014, environ de 42.600 habitants

### Agriculture
Zaouiat Cheikh bénéfice d’une terre fertile lui assurant une grande richesse agricole. Deux grands oueds traversent cette ville, à savoir : Oued Oum Errabiâ et Ain Tamda. La principale activité agricole de Zaouiat Cheikh est l’exploitation des olives. Ce secteur connaît un grand développement, car il constitue la ressource fondamentale des agriculteurs, ce qui a entraîné une augmentation de la surface cultivée. En parallèle, à cette activité, il y a l’élevage du bétail, la culture de l’orge et du blé et les légumes. L’olivier est l’arbre le plus abondant au niveau du cercle de Zaouiat Cheikh. Il donne les fruits cinq ans après son plantation ou après trois ans grâce aux techniques modernes de l’évolution scientifique. Par ailleurs, cette ville manque encore des infrastructures touristiques. Mais cela n’empêche pas son rayonnement. Aux alentours de cette cité, il existe des zones touristiques à visiter, on peut citer à ce niveau :cascade Bougndaz : située à peu près de 15 km  de Zaouiat Cheikh. Aglmam qui signifie «le lac» en berbère, est un endroit naturel localisé à dans les montagnes de la ville, à une vingtaine de km.